# Bycina
Bycina (niem. Bitschin) – wieś sołecka w Polsce położona w województwie śląskim, w powiecie gliwickim, w gminie Rudziniec.
W latach 1975–1998 miejscowość administracyjnie należała do województwa katowickiego.

## Nazwa
Nazwa wsi Bycina pochodzi od staropolskiego słowa byczyna, które oznaczało miejsce wypasu byków. W okresie hitlerowskiego reżimu w latach 1936–1945 miejscowość nosiła nazwę Fichtenrode.

## Historia
Kalendarium:
- 1263 – Pierwsza udokumentowana wzmianka o wsi, właścicielami był ród Liebsteinsky-Kolowrat.
- 1676 – Nowymi właścicielami został ród Collonnów.
- 1685 – Bycina została kupiona przez rodzinę hr. Tenczyńskich herbu Topór.
- 1700 – Ukończono budowę pałacu.
- 1767 - Pożar pałacu.
- 1780 – Wybudowanie szkoły oraz uruchomienie wielkiego pieca – oddziału Huty Królewskiej z Chorzowa.
- 1805 – Otwarcie Kanału Kłodnickiego.
- 1867 – Przebudowa pałacu przez książąt Hohenlohe-Oehringen.
- 1939 – Oddanie do użytku Kanału Gliwickiego.
- 1948 – Powstanie Klubu Sportowego „Ślązak” Bycina.
- 2000 – Konsekracja nowego kościoła Trójcy Świętej.
- 2013 – Rok Jubileuszowy dla sołectwa Bycina – 750-lecie.

## Zabytki i obiekty sakralne
- pałac – wzniesiony w 1700 roku przez hr. Alberta Leopolda Paczyńskiego, przebudowany po pożarze w 1867 roku, remontowany od 2001 roku.
- Figura św. Floriana – figura przydrożna z 1787 roku, odnowiona w 1906 roku.
- Kapliczka św. Jana Nepomucena – kapliczka przydrożna z 1794 roku, odnowiona w 1936 roku i w roku jubileuszowym dla sołectwa – 2013.

## Edukacja
Szkoły podstawowe:
- Szkoła Podstawowa w Bycinie www.spbycina.pl

## Turystyka
Przez wieś przebiega szlak turystyczny:
- – Szlak Okrężny Wokół Gliwic